# Mabinogi-マビノギ-
『mabinogi-マビノギ-』は、虎雨マサカリによる日本の漫画作品。NEXONが開発・運営しているオンラインゲーム『マビノギ』を原作としているコミカライズ作品。「別冊少年マガジン」2013年9月号（発売日は8月9日）より連載開始、2014年8月号まで連載された。単行本は講談社コミックスより発刊。

## 原作との関連
原作であるオンラインゲーム『マビノギ』は2004年に韓国で運営開始されたMMORPGであり、日本では2005年になってからサービスが開始されている。ケルト神話に由来した独自のファンタジー世界観が舞台の本作は、既にコミカライズ作品として多門結雪による『マビノギ スタッカート』が2008年から2009年にかけて発表されていたが、そちらは世界観をほぼ一新した学園パロディ作品となっており、本格的に原作の世界観を踏襲したコミカライズ作品は初となる。
原作『マビノギ』では「メインストリーム」と呼ばれる、その世界観を用いたストーリーに沿って展開されるクエストが複数存在するが、本作はそれのうち「女神降臨」元にしたシナリオとなっている。原作の主人公はもちろんプレイヤーであるが、本作の主人公であるルエリもメインストリームでは非常に重要なキャラクターとして設定されており、シナリオによっては主人公格・ボスキャラクターとして位置づけられている。その他の登場キャラクターや地名などの固有名詞も多くが原作に登場するNPCである。原作のメインストリーム「女神降臨」において、ルエリ・マリー・タルラークの「消えた三戦士」の伝説は近い過去にあった話とされているが、本作はその前日譚的なストーリーから始まる。

## 登場キャラクター
ルエリ
主人公。17歳。イメンマハ領主の長男。
軽いところもあるが正義感の強い熱血漢。剣術の腕に優れ、若くしてイメンマハ聖騎士団の隊長に就任するなど戦闘能力は高く、民からの信任も厚い。だが学問や戦術はあまり優れないらしい。父によって幼い頃にクロウクルアフの生贄とされている。体中には痣にも似た文様が走っているが、それは生贄の証である「クロウクルアフの刻印」である。刻印は魔族が近づくと疼きを覚える。嘘をつく時に腕を後ろに回す癖がある。
イメンマハ領主の後継者であるが父からは冷遇され、それをバネに努力と研鑽を重ねてきたが、父に認められないままでいた。後に生贄にされていた事実が発覚し、自らが魔族を呼び寄せている事を知ると、国のためイメンマハを後にする。
マリー
ルエリがダンバートン近郊で出会った旅の少女。
年齢は10台前半ほどだが弓の腕に優れ、戦闘においてもルエリに劣らない実力を持つ。性格は快活で、年相応なところもあるが大人びた一面も持つ。女神モリアンの神託を受けてダンジョンに巣食う魔族の制圧のためにタルラークと旅をしていたが、その最中にルエリと出会う。
タルラーク
ルエリがダンバートン近郊で出会った旅の男。
理知的な性格で丁寧語で話す優男。眼鏡をかけている。しかし魔法の腕に優れたドルイドでもある。マリーと同じく女神モリアンの信託に従って旅をしていたところ、ルエリと出会う。
アニエ
イメンマハ近郊を旅していた少女。原作には登場しない本作のオリジナルキャラクター。
少し大人しめの性格をしているが、どこか飄々としたところがありルエリの前で裸になっても一切気にするそぶりを見せなかった。過去にクロウクルアフの生贄とされたらしく、体にはルエリと同じ紋様が走っている。その体質から魔族を呼び寄せてしまい、その襲撃で両親を失い、兄の懇願を受けて故郷の村を追われていた。
旅の途中にイメンマハ聖騎士団に保護されてルエリたちと知り合う。しかしルエリよりも紋様の広がりが早かったため、ルエリの目の前でクロウクルアフによって攫われてしまう。
リダイア
イメンマハ聖騎士団の団長。
ルエリの先輩にあたる騎士で、腕前も地位に違わない優れた剣士。領主への忠誠心も人一倍高い。奔放になりがちなルエリを抑え込む役割になる事が多いが、ルエリの地位故の葛藤も理解しており理解者でもある。ルエリが反逆の罪で幽閉された時にはエスラスと謀ってクーデターを主導している。
エスラス
イメンマハの宰相。
若い女性ながら優秀なドルイドであり、イメンマハの国政を預かる重臣。ルエリとは幼い頃からの付き合いであり、密かに思いを寄せている。治癒魔法を得意とするが、戦闘においても他に後れを取らない魔法の腕を持つ。魔族語の解読ができるなど知識も豊富であり、リアンの教育係も務めている。
常にルエリを擁護する形で行動を示しており、ルエリがイメンマハを出奔する際ルエリへの助力を買って出ている。
リアン
ルエリの弟。11歳。
兄とは違って大人しく真面目で将来を嘱望されている。性格は温厚で、一線級で活躍するルエリの事を尊敬しているが、一方で劣等感も感じているらしい。自身は偉大な兄を見て自信を持っていなかったが、ルエリ曰く学問や戦術はルエリを上回っており、剣術もルエリよりも才能があるらしい。ルエリとは違って父からは寵愛を受けており、ルエリが乱行に及んだ際にはルエリに代わって後継者に指名された。
モリアン
黒い翼を背に生やした女神。
マリー、タルラークの夢に現れて神託を与え、ダンジョンの魔族制圧を命じる。ルエリも彼女について覚えがあるが、自覚はないようである。
ルエリの父
イメンマハの現領主。
荘厳な髭を蓄えた壮年の男性で、過去にあった魔族との戦争で活躍した英雄として知られている。幼い頃から実子であるルエリを冷遇しており、ルエリとの間は冷え切っていた。実はルエリを生贄としてクロウクルアフと契約を結んでおり、イメンマハの発展はそれによって手に入れたと述懐している。だがその契約の全貌は知らなかったらしく、彼なりのルエリへの気遣いがあったらしい。英雄の名に恥じぬ剣術の腕を兼ね備えており、ルエリを優に圧倒する実力を有している。
クロウクルアフ
絶対君主と称されるドラゴン。
願いを叶える代わりにその者の肉親を生贄とするという契約を司る。生贄となった者は「クロウクルアフの刻印」と呼ばれる紋様が徐々に体に広がっていき、それが体に馴染んで消失した時、願いは成就するが生贄となった者はクロウクルアフに連れ去られる運命となる。そのためクロウクルアフに従う魔族たちは生贄の確保に躍起になっており、刻印を持つ者は魔族を大量に呼び寄せる事となってしまう。
アニエ、ルエリが生贄として登場しており、後にアニエを生贄として連れ去った。

## 世界観設定・用語
エリン
本作の舞台となる「世界」そのものを指し、作中では「幻想世界」と呼ばれている。人間のほか、魔族という敵対的種族が存在し、またそれらが信仰する神、そして世界を治めるという最上位の存在としてドラゴンがいる。いわゆる剣と魔法の世界と言え、文化水準も中世ヨーロッパのそれに近い描写がなされている。
イメンマハ
ウルラ大陸の内陸部に存在する都市国家。領主と呼ばれる人物が街を治めている。近衛隊のほか「聖騎士団」と呼ばれる軍隊を所持しており、魔族との交戦に明け暮れている。現領主はルエリの父、宰相はエスラス。
ダンバートン
イメンマハより北東に位置する都市国家。旅行客や冒険者が集う栄えた街。ウルラ大陸で一番とされる図書館が存在するが、現在は魔族との戦闘によって焼失してしまっている。
ダンジョン
ウルラ大陸各地に存在する地下シェルター。元は人間が魔族から身を隠すために建造されたものであったが、過去にあった戦争の際、女神の力を借りて魔族を地下深くに閉じ込め、彼らを封印するためのものとなっている。しかし近年では女神の結界が弱体化しているため、魔族による地上への再侵攻が活発化している。

## 単行本
1. ISBN 978-4063950076 （2014年3月7日発行[9]）
2. ISBN 978-4063951462 （2014年8月8日発行[2]）